# Pere de Portugal
|  | Per a altres significats, vegeu «Pere de Portugal (desambiguació)». |

Pere de Portugal (Lisboa, 1392 - batalla d'Alfarobeira, Alverca, 1449), infant de Portugal, duc de Coïmbra i regent de Portugal (1439-1448).

## Orígens familiars
Fill del rei Joan I de Portugal i la seva esposa Felipa de Lancaster, nasqué el 9 de desembre de 1392 a la capital del regne, i fou germà petit del rei Eduard I de Portugal.

## Infant de Portugal
Des del seu naixement, Pere fou un dels fills favorits del rei Joan I. El seu pare el va dotar d'una educació excepcional. El 1415, va viatjar al costat del seu pare i els seus germans en l'expedició portuguesa contra Ceuta, i fou nomenat cavaller aquell mateix any. Fou llavors quan el seu pare concedí el ducat de Coïmbra a ell i el ducat de Viseu al seu altre germà, Enric el Navegant.
Quan el seu germà Eduard I de Portugal morí el 1438, el seu fill Alfons V ascendí al tron, sota la regència de la seva mare Elionor d'Aragó. Però la regència d'aquesta estigué marcada pel conflicte degut a la seva impopularitat, pel fet de ser dona i per ser estrangera. Així, el 1439, Joan de Portugal, duc d'Aveiro, sol·licità la reunió de les corts que van designar Pere de Portugal regent del regne, una opció que satisfà el poble i la creixent burgesia. Però una part de la noblesa, la que es trobava al voltant d'Alfons de Portugal, germanastre de Pere i comte de Barcelos, preferí Elionor d'Aragó. Una guerra d'influències s'inicià i, pocs anys més tard, Alfons de Barcelos va aconseguir tenir el seu nebot Alfons V de Portugal sota el seu domini polític, esdevenint l'oncle preferit del rei.

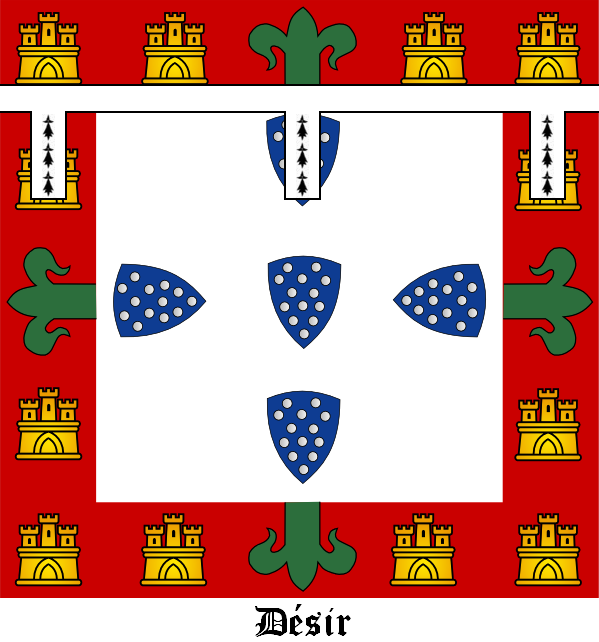
Bandera personal de l'infant Pere de Portugal

El 1443, en una postura de reconciliació, Pere de Portugal nomenà el seu germanastre Alfons de Barcelos, primer duc de Bragança. El 1445, però, Alfons de Bragança s'enfadà novament per l'elecció d'una filla de Pere de Portugal com a muller d'd'Alfons V de Portugal. Sense parar esment a les intrigues ordides per Alfons de Bragança, Pere continuà la seva regència encomanant a Enric el Navegant noves exploracions vers l'oceà Atlàntic.
El 9 de juny de 1448, Alfons V assolí la majoria d'edat, per la qual cosa Pere de Portugal hagué de renunciar a la regència i retornar-li el control. El rei Alfons V, influenciat pel seu oncle Alfons de Barcelos, i nomenat recentment duc de Bragança, anul·là tots els edictes i lleis de Pere.
Per una falsa acusació, Alfons V s'enemistà amb el seu oncle i sogre, i el declarà rebel al regne. En la batalla d'Alfarrobeira de 20 de maig de 1449, prop d'Alverca, Pere de Portugal fou derrotat i mort.

## Núpcies i descendents
Fruit d'un acord amb el rei d'Aragó, Alfons el Magnànim, a fi de reforçar les seves posicions davant el Regne de Castella, es casà a Coïmbra el 13 de setembre de 1428 amb Elisabet d'Urgell, filla del comte Jaume II d'Urgell i Isabel d'Aragó. D'aquesta unió nasqueren:
- Pere de Portugal (1429-1466), nomenat comte de Barcelona i rei d'Aragó pel Consell de Cent el 1464
- Joan de Coïmbra (1431-1457), casat el 1456 amb la reina Carlota de Xipre
- Isabel de Coïmbra (1432-1455), casada el 1448 amb Alfons V de Portugal
- Jaume de Coïmbra (1434-1459), cardenal i arquebisbe de Lisboa
- Beatriu de Coïmbra i d'Urgell (1435-1462)
- Felipa de Coïmbra o de Portugal (1437-1497), identificada com a segona esposa de Cristòfor Colom